# Björnböletunneln
Björnböletunneln är en järnvägstunnel, 5 160 m lång. Den är enkelspårig och ligger längs Botniabanans del Nyland-Örnsköldsvik, strax öster om Stor-Degersjön. Den börjar vid km 514, bron över Ångermanälven ligger vid km 484 och Örnsköldsvik vid km 551. Den är en av Sveriges längsta järnvägstunnlar. Det finns en parallell mindre tunnel för räddningsfordon, byggd enligt nyare regler för långa tunnlar.
I juli 2008 avslutades rälsläggningen på denna sträcka, och arbetståg har gått på spåren efter det. I juni 2009 provkördes tunneln i 260 km/h med ett tåg som tillhör Gröna tåget-projektet. Från oktober 2009 ingår den i Trafikverkets ordinarie järnvägsnät.